# Thomas Phillips
Pour les articles homonymes, voir Phillips.
Thomas Phillips (Dudley (Midlands de l'Ouest), 18 octobre 1770 - 20 avril 1845) était un portraitiste britannique.
Il a été élu membre de la Royal Academy (RA) le 10 février 1808.

## Œuvres
- Lord Byron en costume albanais (1835), National Gallery
- Le peintre Ary Scheffer (vers 1840), Musée de la vie romantique, Hôtel Scheffer-Renan, Paris